# باشگاه فوتبال آاک لارناکا
باشگاه فوتبال آاک لارناکا (یونانی: AEK; for short Αθλητική Έvωση Κίτιον Λάρνακας) یک باشگاه فوتبال حرفه‌ای قبرسی مستقر در لارناکا است. این باشگاه در سال ۱۹۹۴ پس از ادغام دو باشگاه تاریخی لارناکا، ئی‌پی‌ای لارناکا و پزوپوریکوس تشکیل شد. این باشگاه همچنین دارای یک تیم بسکتبال آقایان، یک تیم والیبال بانوان و یک تیم فوتسال آقایان است.